# Computer City
「コンピューターシティ」（Computer City）是日本流行電音組合Perfume第二張單曲。於2006年1月11日發行。唱片公司為Tokuma Japan Communications。

## 解説
- 本作是與前作「リニアモーターガール」，次作「エレクトロ・ワールド」合稱「近未來電音三部曲」的第二彈單曲。在中田康貴負責作詞的Perfume歌曲的歌詞中，首次出現了「我愛你」這樣的字眼。在PV中，比起前作以黑色作為主要基調和大量運用CG，本作以白色作為服裝的主要基調，並且減少了CG的使用，因此跟前作造成鮮明的對比。而且在多數演唱會中，都會唱演這首歌。
- c/w曲「Perfume」是一首和組合同名的一首歌曲，可稱作是「Perfume的主題曲」，歌詞表達了三人對歌迷表示感謝的心情，同時是Perfume最後一首由木の子填詞的歌曲，在之後的歌曲全部都是由中田康貴親自填詞。
- 在單曲發行4年後，在2010年的MUSIC STATION特別篇上，首次在電視上披露了「コンピューターシティ」的演出。

## 收錄曲

### CD
| 曲序     | 曲目                 | 时长  |
| -------- | -------------------- | ----- |
| 1.       | コンピューターシティ | 4:45  |
| 2.       | Perfume              | 5:15  |
| 总时长： | 总时长：             | 10:00 |

## 外部連結
- YouTube上的Perfume 「Computer City」